# Arsi Ruuskanen
Arsi Ruuskanen (ur. 21 września 1999) – fiński biegacz narciarski, mistrz świata młodzieżowców.

## Kariera
Po raz pierwszy na arenie międzynarodowej pojawił się 28 listopada 2015 roku w Kontiolahti, gdzie w zawodach juniorskich zajął ósme miejsce w biegu na 10 km stylem dowolnym. W 2019 roku wystartował na mistrzostwach świata juniorów w Lahti, zajmując 5. miejsce w sztafecie, 15. na dystansie 30 km techniką klasyczną i 27. w biegu na 10 km techniką dowolną. Na rozgrywanych dwa lata później mistrzostwach świata młodzieżowców w Vuokatti zajął 29. miejsce w biegu na 15 km stylem dowolnym. Ponadto podczas mistrzostw świata młodzieżowców w Lygna w 2022 roku zdobył złoty medal w biegu na 15 km techniką klasyczną.
W Pucharze Świata zadebiutował 27 listopada 2021 roku w Ruce, gdzie w biegu na 15 km klasykiem zajął 49. miejsce. Pierwsze pucharowe punkty wywalczył równo rok później w tej samej miejscowości, zajmując 28. miejsce w biegu na 20 km stylem dowolnym.

## Osiągnięcia

### Mistrzostwa świata juniorów
| Miejsce | Dzień       | Rok  | Miejscowość    | Konkurencja                            | Czas biegu | Strata  | Zwycięzca         |
| ------- | ----------- | ---- | -------------- | -------------------------------------- | ---------- | ------- | ----------------- |
| 27.     | 22 stycznia | 2019 | Lahti          | 10 km stylem dowolnym                  | 22:34,9    | +1:27,8 | Jules Chappaz     |
| 15.     | 24 stycznia | 2019 | Lahti          | 30 km stylem klasycznym (start masowy) | 1:15:16,7  | +17,0   | Luca Del Fabbro   |
| 5.      | 6 marca     | 2020 | Oberwiesenthal | bieg sztafetowy 4×5 km                 | 54:54,9    | +30,9   | Stany Zjednoczone |

### Mistrzostwa świata młodzieżowców (do lat 23)
| Miejsce | Dzień     | Rok  | Miejscowość | Konkurencja             | Czas biegu | Strata  | Zwycięzca    |
| ------- | --------- | ---- | ----------- | ----------------------- | ---------- | ------- | ------------ |
| 29.     | 12 lutego | 2021 | Vuokatti    | 15 km stylem dowolnym   | 35:27,6    | +1:50,5 | Hugo Lapalus |
| 1.      | 24 lutego | 2022 | Lygna       | 15 km stylem klasycznym | 40:23,0    | -       | -            |
| 5.      | 27 lutego | 2022 | Lygna       | Sztafeta mieszana       | 49:20,5    | +1:11,6 | Norwegia     |

### Puchar Świata

#### Miejsca w klasyfikacji generalnej
| Sezon     | Miejsce |
| --------- | ------- |
| 2021/2022 | -       |
| 2022/2023 | 84.     |
| 2023/2024 | 59.     |
| 2024/2025 | 24.     |

#### Miejsca na podium chronologicznie
Ruuskanen nie stanął na podium indywidualnych zawodów Pucharu Świata.